# Duck Key
Duck Key è un census-designated place degli Stati Uniti d'America situato nella parte meridionale della Contea di Monroe dello stato della Florida, nelle isole delle Florida Keys.
Secondo le statistiche del 2010, la città ha una popolazione di 621 abitanti su una superficie di 2,3 km2.